# Шампањ (Горња Савоја)
Шампањ (фр. Champanges) је насељено место у Француској у региону Рона-Алпи, у департману Горња Савоја.
По подацима из 2011. године у општини је живело 863 становника, а густина насељености је износила 232,61 становника/km².

## Демографија
| 1962. | 1968. | 1975. | 1982. | 1990. | 2011. |
| ----- | ----- | ----- | ----- | ----- | ----- |
| 364   | 415   | 457   | 587   | 706   | 863   |